# NF DTU 51.2
Le document technique unifié NF DTU 51.2 est un document relatif à la pose collée des parquets à revêtement placage bois.